# CART World Series 2002
Le championnat 2002 de CART a été remporté par le Brésilien Cristiano da Matta. 

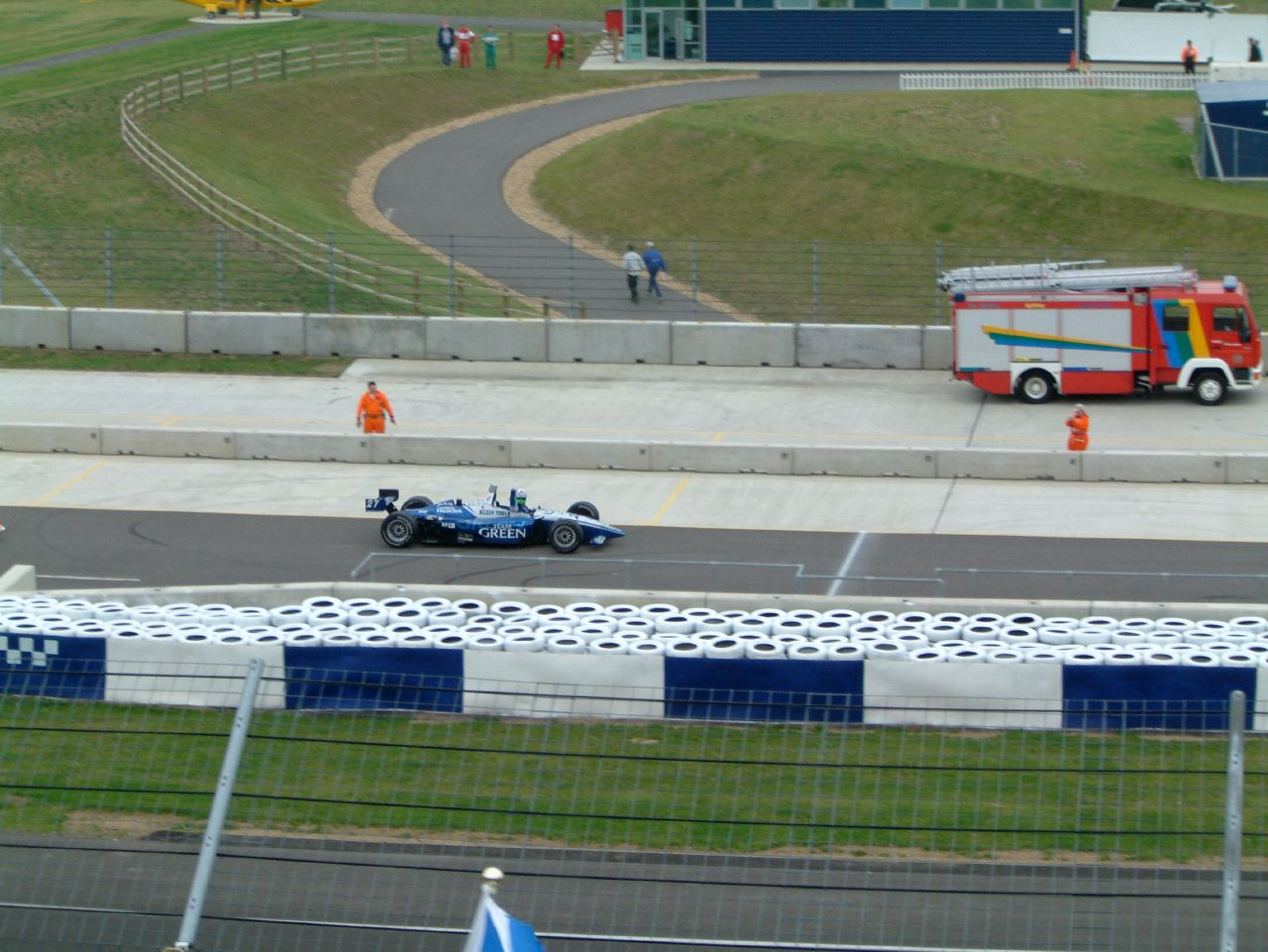
Dario Franchitti célébrant sa victoire au Grand Prix de Grande-Bretagne de Champ Car à Rockingham.

## Engagés
| Écurie                            | N° | Pilote                               |
| --------------------------------- | -- | ------------------------------------ |
| Newman/Haas Racing                | 1  | Cristiano da Matta                   |
| Newman/Haas Racing                | 6  | Cristiano da Matta                   |
| Newman/Haas Racing                | 11 | Christian Fittipaldi                 |
| Team Player's                     | 32 | Patrick Carpentier                   |
| Team Player's                     | 33 | Alex Tagliani                        |
| Team KOOL Green                   | 26 | Paul Tracy                           |
| Team KOOL Green                   | 27 | Dario Franchitti                     |
| Team Rahal                        | 8  | Jimmy Vasser                         |
| Team Rahal                        | 9  | Michel Jourdain, Jr.                 |
| Sigma Autosport                   | 22 | Max Papis                            |
| Herdez Competition                | 16 | Mario Domínguez                      |
| Herdez Competition                | 55 | Mario Domínguez                      |
| Patrick Racing                    | 20 | Townsend Bell Oriol Servià           |
| Walker Motorsport                 | 5  | Tora Takagi                          |
| PWR Championship Racing           | 7  | Scott Dixon                          |
| PWR Championship Racing           | 17 | Oriol Servià                         |
| Target Chip Ganassi Racing        | 4  | Bruno Junqueira                      |
| Target Chip Ganassi Racing        | 12 | Kenny Bräck                          |
| Target Chip Ganassi Racing        | 44 | Scott Dixon                          |
| Mo Nunn Racing                    | 10 | Tony Kanaan                          |
| Fernández Racing                  | 51 | Adrián Fernández Max Papis Luis Díaz |
| Fernández Racing                  | 52 | Shinji Nakano                        |
| Team Motorola                     | 39 | Michael Andretti                     |
| Team St. George Dale Coyne Racing | 19 | Darren Manning André Lotterer        |

## Courses 2002
| N° | Date          | Épreuve                | Vainqueur          | Écurie              |
| -- | ------------- | ---------------------- | ------------------ | ------------------- |
| 1  | 10 mars       | GP de Monterrey        | Cristiano da Matta | Newman/Haas Racing  |
| 2  | 14 avril      | GP de Long Beach       | Michael Andretti   | Team Green/Motorola |
| 3  | 27 avril      | GP du Japon            | Bruno Junqueira    | Chip Ganassi Racing |
| 4  | 2 juin        | GP de Milwaukee        | Paul Tracy         | Team Green          |
| 5  | 9 juin        | GP de Monterey         | Cristiano da Matta | Newman/Haas Racing  |
| 6  | 16 juin       | GP de Portland         | Cristiano da Matta | Newman/Haas Racing  |
| 7  | 30 juin       | GP de Chicago          | Cristiano da Matta | Newman/Haas Racing  |
| 8  | 7 juillet     | GP de Toronto          | Cristiano da Matta | Newman/Haas Racing  |
| 9  | 14 juillet    | GP de Cleveland        | Patrick Carpentier | Forsythe Racing     |
| 10 | 28 juillet    | GP de Vancouver        | Dario Franchitti   | Team Green          |
| 11 | 11 août       | GP de Mid-Ohio         | Patrick Carpentier | Forsythe Racing     |
| 12 | 18 août       | GP d'Elkhart Lake      | Cristiano da Matta | Newman/Haas Racing  |
| 13 | 25 août       | GP de Montréal         | Dario Franchitti   | Team Green          |
| 14 | 1er septembre | GP de Denver           | Bruno Junqueira    | Chip Ganassi Racing |
| 15 | 14 septembre  | GP de Grande-Bretagne  | Dario Franchitti   | Team Green          |
| 16 | 6 octobre     | GP de Miami            | Cristiano da Matta | Newman/Haas Racing  |
| 17 | 27 octobre    | GP de Surfers Paradise | Mario Dominguez    | Herdez Competition  |
| 18 | 3 novembre    | GP de Fontana          | Jimmy Vasser       | Team Rahal          |
| 19 | 17 novembre   | GP de Mexico           | Kenny Brack        | Chip Ganassi Racing |

## Classement du championnat
| Classement | Pilote               | Pays             | Écurie                              | Nombre de points |
| ---------- | -------------------- | ---------------- | ----------------------------------- | ---------------- |
| 1er        | Cristiano da Matta   | Brésil           | Newman/Haas Racing                  | 237              |
| 2e         | Bruno Junqueira      | Brésil           | Chip Ganassi Racing                 | 164              |
| 3e         | Patrick Carpentier   | Canada           | Forsythe Racing                     | 157              |
| 4e         | Dario Franchitti     | Royaume-Uni      | Team Green                          | 148              |
| 5e         | Christian Fittipaldi | Brésil           | Newman/Haas Racing                  | 122              |
| 6e         | Kenny Brack          | Suède            | Chip Ganassi Racing                 | 114              |
| 7e         | Jimmy Vasser         | États-Unis       | Team Rahal                          | 114              |
| 8e         | Alex Tagliani        | Canada           | Forsythe Racing                     | 111              |
| 9e         | Michael Andretti     | États-Unis       | Team Green/Motorola                 | 110              |
| 10e        | Michel Jourdain Jr.  | Mexique          | Team Rahal                          | 105              |
| 11e        | Paul Tracy           | Canada           | Team Green                          | 101              |
| 12e        | Tony Kanaan          | Brésil           | Mo Nunn Racing                      | 99               |
| 13e        | Scott Dixon          | Nouvelle-Zélande | Pac West Racing Chip Ganassi Racing | 97               |
| 14e        | Adrián Fernández     | Mexique          | Fernandez Racing                    | 59               |
| 15e        | Tora Takagi          | Japon            | Walker Racing                       | 53               |
| 16e        | Oriol Servia         | Espagne          | Pac West Racing Patrick Racing      | 44               |
| 17e        | Shinji Nakano        | Japon            | Fernandez Racing                    | 43               |
| 18e        | Mario Dominguez      | Mexique          | Herdez Competition                  | 37               |
| 19e        | Max Papis            | Italie           | Fernandez Racing                    | 32               |
| 20e        | Townsend Bell        | États-Unis       | Patrick Racing                      | 19               |
| 21e        | Darren Manning       | Royaume-Uni      | Dale Coyne Racing                   | 4                |
| 22e        | André Lotterer       | Allemagne        | Dale Coyne Racing                   | 1                |